# Barbara Steel
Pour les articles homonymes, voir Steel.
Barbara Steel (connue sous le nom de Lady Steel ; 1857 - 22 décembre 1943) était une militante sociale écossaise qui a activement défendu le suffrage des femmes au Royaume-Uni et en Afrique du Sud. Elle a été la première femme à se présenter aux élections du conseil municipal d'Edimbourg, lors des élections de 1907. Steel déménagea en Afrique du Sud en 1911 et, au début de la Première Guerre mondiale, fonda une organisation pour fournir une aide aux soldats sud-africains et à leurs familles. Elle a été honorée en tant qu'officier de l'ordre civil dans l'Ordre de l'Empire britannique. En outre, elle a été présidente de l'Association des femmes de l'Union pour les droits de l'homme de 1916 à 1930, où elle s'est battue pour le droit de vote des femmes en Afrique du Sud.

## Jeunesse
Barbara Joanna Paterson est née en 1857 de Jane S. et du révérend Alexander A. Paterson, à St Johns, dans la ville de Dalry, dans le Kirkcudbrightshire, en Écosse,,. Son père était un pasteur presbytérien et son frère aîné, James Alexander, devint plus tard professeur de l'exégèse de l'hébreu et de l'Ancien Testament au New College d'Edimbourg,. Elle a été élevée et a fréquenté l'école à Dalry jusqu'aux années 1880 puis a déménagé avec son frère James à Newington, Édimbourg où elle a poursuivi ses études. Le 4 août 1883, Paterson a épousé James Steel, constructeur et promoteur immobilier à Édimbourg. Ils ont élu domicile au 32 Colinton Road, Édimbourg, à partir du moment de leur mariage jusqu'à la mort de James le 4 septembre 1904.

## Activisme
James fut élu local à partir de 1872, en tant que conseiller libéral du quartier George Square. À partir de 1888, il occupa le poste de bailli et devint Lord Provost d'Édimbourg en 1900, jusqu’à sa retraite en 1903. À partir de mai 1903, lorsque son mari fut élevé au barreau de Murieston, Mid-Calder, Steel devint connue sous le nom de Lady Steel. James était un promoteur immobilier et a construit des centaines de bâtiments dans toute la ville. Steel a participé, comme beaucoup de femmes de sa classe, à des projets d'amélioration sociale. Elle a encouragé James à construire des appartements décents avec plomberie et eau potable pour les pauvres et les classes populaires. Nombre de ces appartements, situés dans les quartiers de la Comely Bank, de Dalry, de Gorgie, de Haymarket, de Murieston Park et de Tollcross, avaient des loyers fixes.
Après la mort de son mari, Lady Steel s'est davantage impliquée dans les problèmes touchant plus spécifiquement les femmes. Entre 1904 et 1906, elle a siégé au comité exécutif de la Fédération écossaise des femmes libérales (SWLF), une branche féminine du parti libéral écossais. Elle a également siégé aux comités de l'administration locale et de la franchise pour femmes de la SWLF et a été membre de la Société nationale d'Édimbourg pour le suffrage des femmes. Lady Steel a fait les manchettes internationales de l'Angleterre à l'Australie et aux États-Unis en mars 1907, lorsqu'elle a refusé de payer des impôts sans être autorisée à voter,,. Ses meubles ont été saisis et vendus pour payer sa facture d'imposition. Le même mois, elle a organisé une manifestation à la Croix du Mercat pour réclamer le suffrage des femmes. Plus tard, en octobre de la même année, elle a organisé la première réunion du conseil municipal à laquelle les femmes aient été autorisées à participer,. À la veille de l'élection, un poème intitulé « The Nut Suffragette's Nut Cracked » (Casse-noix de la suffragette) montrant le conflit à propos des votes pour la candidature de Women and Steel a été publié dans le Edinburgh Evening Dispatch. Bien qu'elle n'ait pas remporté de siège aux élections de novembre, en raison de sa position militante sur les questions de fiscalité,, on se souvient d'elle comme « la première femme à se présenter aux élections du conseil municipal d'Edimbourg ».
En 1908 et à nouveau en 1909, Lady Steel a maintenu sa position consistant à refuser de payer ses impôts. En 1908, elle était membre et une des oratrices de la branche d'Édimbourg de l'Union sociale et politique des femmes et participait à une discussion à Bridge of Allan avec Elizabeth Wolstenholme Elmy, Chrystal Macmillan et Jessie Methven relative au suffrage des femmes et à l'enseignement supérieur pour les femmes,. En juin 1908, elle a assisté à la quatrième conférence de l'Alliance internationale du droit de la femme, tenue à Amsterdam, en tant que déléguée suppléante. Le 9 octobre 1909, elle a participé à la grande procession et à la manifestation de femmes organisée à Edimbourg en faveur de l’émancipation des femmes.
En mars 1911, Lady Steel épousa le lieutenant-colonel James Hyslop, et emménage avec lui à son domicile à Pietermaritzburg, dans la nouvelle Union de l'Afrique du Sud,. Hyslop était un compatriote écossais de Kirkcudbrightshire, qui avait déménagé dans la colonie de Natal en 1881 et y avait travaillé en tant que pionnier de la santé mentale et médecin militaire. Au début de la Première Guerre mondiale, il devint directeur des services médicaux du corps médical sud-africain. Lady Steel a été fondatrice et présidente de la Ligue patriotique des femmes de la province du Natal pendant la guerre,. L'organisation a servi à soutenir les troupes sud-africaines et à fournir les services nécessaires à leurs familles, tels que des fournitures médicales et des vêtements, pour éviter de surcharger les organisations britanniques offrant des services en Europe. En 1918, elle a été honorée comme officier de l'ordre de l'empire britannique pour son service.
En 1916, elle est devenue la deuxième présidente de l’Association des femmes occupées au sein de l’Union (WEAU), en remplacement de Mary Emma Macintosh, récemment décédée. La WEAU a été créée à l'origine sur l'avis de Carrie Chapman Catt en 1911 en tant qu'alternative à la Women's Enfranchisement League (WEL). La WEL avait été divisée par des factions sur la question de la race et Catt pensait que la question de la race retarderait l'octroi du suffrage féminin. Sur son avis, l’EUOA a refusé d’adresser le principe de privation du droit de vote sur la base de la race, ne travaillant activement que pour le vote des femmes blanches. Lady Steel a occupé le poste de présidente de 1916 à 1930, date à laquelle les femmes blanches d'Afrique du Sud ont finalement obtenu le droit de vote,.

## Mort et l'héritage
Lady Steel est décédée le 22 décembre 1943 à Pietermaritzburg et a été enterrée au cimetière Stellawood, à Durban, en Afrique du Sud. En 2009, son rôle dans le mouvement du suffrage écossais a été célébré avec d'autres activistes dans la reconstitution « Gude Cause » de la manifestation d'Édimbourg en 1909.